# Federico Franco
Luis Federico Franco Gómez (Asunción, Paraguay 23 de julio de 1962) es un político y médico cirujano paraguayo, que fue el presidente de la República del Paraguay desde el 22 de junio de 2012 al 15 de agosto de 2013. El primer presidente de corte liberal desde José Félix Estigarribia (1939-1940), asumió el cargo en su carácter de vicepresidente, tras la destitución de su predecesor Fernando Lugo, mediante un criticado juicio político que generó una crisis política con repercusión internacional.
Antes de asumir la vicepresidencia el 15 de agosto de 2008, también ocupó el cargo de gobernador del Departamento Central, por el periodo 2003-2008, pero renunció a finales de 2007 para poder realizar su campaña política con el fin de llegar al poder, junto con su compañero de fórmula, Fernando Lugo, que en aquel entonces aspiraba a la presidencia.
Franco pertenece al Partido Liberal Radical Auténtico, el segundo partido político con más afiliados del Paraguay. Llegó a la vicepresidencia gracias a una coalición conformada por varios partidos políticos, movimientos y sectores sociales, denominada Alianza Patriótica para el Cambio, que tenía como mayor aliado a su partido. Para ser presidente, contó con el apoyo de los principales partidos de derecha de Paraguay y del PDP (aliado en ese entonces electoralmente al PLRA).

## Biografía

### Estudios y familia
Federico Franco, natural de Asunción, nació el 23 de julio de 1962, siendo hijo de Cástulo César Franco Arce, médico y político del PLRA (Partido Liberal Radical Auténtico) que ocupó el cargo de diputado durante el periodo 1973-1978, y de María Luisa Gómez, quien ejerció la docencia como maestra.[cita requerida]
El 20 de febrero de 1982, Federico Franco contrajo matrimonio con Emilia Alfaro, quien sería electa diputada de la nación para el periodo 2008-2013. Juntos son padres de cuatro hijos: Luis Federico Franco, Claudia Vanessa, Iván Alejandro y Enzo Sebastián.
En lo que respecta a su formación académica, Franco realizó estudios primarios en la Escuela República Dominicana; su nivel básico los realizó en el Colegio Nacional de la Capital. Sus estudios secundarios los llevó a cabo en el Colegio Apostólico San José, todos en la capital del país.
En el ámbito universitario, Franco aspiraba a una carrera en medicina y, por ende, ingresó a la Facultad de Ciencias Médicas de la Universidad Nacional de Asunción. Tras finalizar sus estudios en 1986, obtuvo el título de médico cirujano, logrando un promedio general de 4,56 de 5,00. Posteriormente, prosiguió con estudios de posgrado en medicina interna.

### Trayectoria médica
La familia Franco, incluido Federico y sus hermanos, son propietarios del Sanatorio Franco ubicado en la ciudad de Fernando de la Mora. Han estado involucrados en la gestión y funcionamiento de este sanatorio desde su fundación.
Durante el periodo comprendido entre 1990 y 1991, Federico Franco desempeñó roles clave en el ámbito médico. Fue jefe de internos y residentes en el 1CCM Hospital de Clínicas (HC), donde también asumió la responsabilidad de jefe de guardia de Urgencias en el mismo hospital.
Además, ejerció como instructor de semiología médica entre 1991 y 1992. Durante el período de 1994 a 1996, ocupó el puesto de jefe de guardia en el Hospital Nacional y, simultáneamente, ejerció como jefe de residentes de Medicina Interna en el mismo lugar.
Federico Franco también ocupó posiciones de liderazgo en el ámbito hospitalario, desempeñándose como jefe de sala de Clínica Médica y jefe de sala de Cardiología en el Hospital Nacional.
El 24 de junio de 1991, Federico Franco se convirtió en miembro de la Sociedad Paraguaya de Medicina Interna. Durante su membresía, presentó un tema sobre el síndrome de anticuerpo antifosfolípido primario en el salón auditorio de la 3 CCM del HC. Además, fue parte de la comisión directiva de la Sociedad Paraguaya de Medicina Interna.

## Presidente del Paraguay (2012-2013)
El 22 de junio  de 2012, el presidente Fernando Lugo fue destituido, ocupando Franco la presidencia del país, cumpliendo los artículos 234° y 239° de la Constitución Nacional del Paraguay, en su calidad de vicepresidente en funciones; pero, tras un juicio calificado por sus detractores como violador del derecho al debido proceso (art 17°, derechos humanos y derecho internacional). Es de notar que antes de este hecho, Franco se había lanzado como precandidato a presidente por su partido, el PLRA, pero terminó en tercer lugar en las preinternas presidenciales para escoger un candidato de consenso para el 2013.
Ante los hechos, los gobiernos de Argentina, Brasil, Uruguay, Chile, Colombia, Venezuela, Bolivia, Ecuador, Perú y República Dominicana se pronunciaron en rechazo por la destitución de Fernando Lugo. Además, Argentina, Bolivia, Ecuador, Venezuela y Cuba retiraron sus embajadores, otros países los llamaron a consultas (Uruguay, Brasil, Perú y República Dominicana), los llamaron a consulta pero los devolvieron al país luego de unos meses (Colombia y México); o, en el caso de Chile, llamó a consultas a su embajador y lo hizo volver a Paraguay luego de 5 meses con el fin de observar el proceso electoral. Otra medida sugerida fue la de Brasil, el cual propuso la expulsión del país del Mercosur. Finalmente, con el apoyo a las sanciones manifestado por el destituido Fernando Lugo, Paraguay fue suspendido de todas las reuniones del Mercosur y la UNASUR. 
Posiciones diferentes fueron adoptadas por la Santa Sede y Canadá, que lo reconocieron (el primero) o de alguna manera lo aceptaron (el segundo). No obstante, se han manifestado investigadores independientes y organizaciones sociales denunciando que existiría una relación entre el respaldo o aceptación tácita del gobierno de Canadá y, el proyecto de inversión de la empresa transnacional Rio Tinto Alcan para crear una fábrica de aluminio en el país, idea que fue reactivada inmediatamente después del ascenso de Franco al poder, misma que había sido rechazada por Lugo por el alto subsidio gubernamental que la empresa solicita, sin el beneficio de crear suficientes empleos; por su parte, la IndustriALL Global Union denunció en reiteradas ocasiones la falta de ética de dicha multinacional canadiense. En el mismo orden de cosas, Franco aprobó el cultivo de numerosos transgénicos poco después de asumir como presidente (a pesar de la oposición y protestas de las organizaciones campesinas), por lo que se lo acusó de tener una relación previa al golpe con multinacionales de la biotecnología como Monsanto y otros. Federico Franco fue sujeto a acusaciones de nepotismo de sus oponentes por haber colocado 27 miembros de su familia en puestos importantes en su administración.

### Gabinete
Franco nombró como miembros de su gabinete al asumir la presidencia, a:
- Ministerio de Relaciones Exteriores: José Félix Fernández Estigarribia[27]
- Ministerio de Hacienda: Manuel Ferreira Brusquetti[28]
- Ministerio del Interior: Carmelo Caballero[27]
- Ministerio de Defensa Nacional: María Liz García de Arnold[27]
- Ministerio de Obras Públicas y Comunicaciones: Enrique Salyn Buzarquis[27]
- Ministerio de Salud Pública y Bienestar Social: Antonio Arbo[27]
- Ministerio de Agricultura y Ganadería: Enzo Cardozo[27]
- Ministerio de Educación y Cultura: Horacio Galeano Perrone[27]
- Ministerio de Justicia y Trabajo: María Lorena Segovia Azucas[27]

### Últimos meses
En abril de 2013, Franco asistió a una sesión de la OEA para tratar sobre la situación de Paraguay; sin embargo, la mayoría de los países representados se retiraron para no escuchar su discurso a manera de protesta, y solo estuvieron 13 de los 34 miembros (Canadá, Costa Rica, México, Barbados, Guatemala, Honduras, Bahamas, Trinidad y Tobago, San Cristóbal y Nieves, Belice, Estados Unidos, Panamá y el propio Paraguay). La sesión se produjo unos días después de que el mandatario expresara sobre Hugo Chávez que es un milagro que "desaparezca de la faz de la tierra porque le hizo mucho daño" a Paraguay; palabras que produjeron la reacción del canciller venezolano Elías Jaua, quien lo calificó de "escoria humana y política", por insultar al recientemente fallecido presidente, no respetando su memoria.
El mismo mes, el partido del mandatario cayó derrotado en las elecciones generales, de mano de Efraín Alegre, un ex luguista que apoyó la destitución de este último durante la crisis política del 2012 (también llamada "golpe parlamentario en el Paraguay"). Por lo mismo, Franco entregó el cargo a Horacio Cartes del Partido Colorado, el 15 de agosto.

## Denuncias de corrupción y mala administración
El gobierno franquista sería señalado por haber dejado al siguiente el que sería el mayor déficit fiscal en la historia del país, de más de 1000 millones de dólares. Esto, pese a haber durado solo poco más de un año y a los superávits producidos durante los últimos años del gobierno de Lugo.
Desde que fuera candidato, el presidente electo Cartes denunció al gobierno encabezado por Franco en más de una ocasión, por saqueo al estado, por nombrar a 24 mil operadores políticos electorales de su partido como funcionarios contratados por el estado y por corrupción (lavado de dinero y contrabando).
Así mismo, en agosto de 2013, su correligionario liberal Domingo Laino denunció al ya expresidente y a miembros de su familia, ante la Fiscalía de Delitos Económicos, por corrupción. En octubre se sumó la denuncia por desfalco presentada por un miembro de su ex gabinete, Rubén Quesnel. Desde 2008, el año de su toma de función al gobierno, a su salida del poder en 2012, su fortuna se aumentó de cerca del 750%.